# Anders Lange
Anders Sigurd Lange (5 de septiembre de 1904-18 de octubre de 1974) fue un estratega político, orador y editor noruego que llegó al parlamento por el partido de su mismo nombre, Partido de Anders Lange, en 1973.
Educado como técnico forestal, Lange se involucró en la política luego de su estadía en Argentina a fines de la década de 1920. Se unió a la organización derechista Liga de la Patria a su regreso a Noruega en 1929, y se convirtió en un orador popular en mítines públicos. Sin embargo, su estilo provocativo a menudo dio lugar a controversias. Aunque su agitación se dirigió principalmente contra la izquierda política, también rechazó los esfuerzos de la extrema derecha. Dejó la organización en 1938 para unirse a Landsforeningen Norges Sjøforsvar, donde agitó por el fortalecimiento de las  fuerzas armadas noruegas y advirtió contra la futura guerra mundial. Inicialmente se le impidió entrar en la resistencia organizada noruega durante la Segunda Guerra Mundial, pero no obstante, trabajó para ayudar a los miembros de la resistencia por lo cual los alemanes lo arrestaron y encarcelaron dos veces.
Después de la guerra, Lange se centró inicialmente en su trabajo como dueño de una perrera, así como en escribir y publicar su propio periódico. Aunque se había comprometido a no volver a entrar en política, se volvió cada vez más activo políticamente. Comenzó a recorrer el país para hablar en sus mítines públicos y el periódico que publicó se volvió cada vez más político. Fue un carismático orador de derecha que, ante todo, se opuso a los altos impuestos, las regulaciones estatales y la burocracia pública. Obtuvo un número considerable de seguidores entre los jóvenes en la década de 1960, y sus actividades incluyeron la lucha contra  la izquierda. Cada vez más solicitado por sus partidarios para establecer un nuevo partido político, no fue hasta 1973 que finalmente accedió a hacerlo. El nuevo partido, denominado Partido de Anders Lange (ALP), fue fundado por aclamación popular durante una reunión pública en Saga kino. Ingresó con éxito en el Parlamento noruego después de las elecciones de ese mismo año, pero su recién descubierta carrera política llegó a un abrupto final cuando murió al año siguiente. El partido político de Lange fue reformado y rebautizado como  Partido del Progreso después de su muerte.

## Primeros años

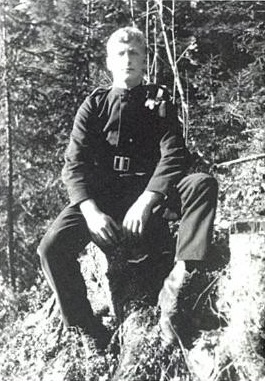
Anders Lange en la Guardia Real en 1924.

Anders Sigurd Lange nació en Nordstrand, Aker (ahora parte de Oslo) hijo del doctor Alf Lange (1869-1929) y Anna Elisabeth Svensson (1873-1955). Tenía dos hermanos mayores, Alexander y Karen. Tenía dos hermanos mayores, Alexander y Karen. Aunque nació en Aker, la familia se mudó a Foss en Bjelland cuando solo tenía seis semanas, debido a que su padre fue nombrado médico de distrito para una región que consta de Bjelland, Grindheim y Åseral. La familia Lange era originaria de Holstein y Dinamarca, e incluía a varios funcionarios públicos prominentes, sacerdotes, médicos y empresarios. Lange vivió en Foss durante sus primeros siete años. Los padres de Lange se divorciaron en 1911 y Anna Elisabeth se mudó a Bergen con sus tres hijos. Vivieron en condiciones humildes en una casa de huéspedes en Fjøsanger durante los primeros dos o tres años. A partir de entonces, la familia se mudó a Kristiania (ahora llamada Oslo), instalándose en Skillebekk.

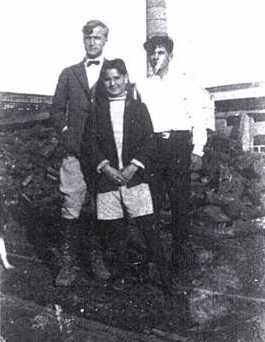
Anders Lange en Argentina a fines de la década de 1920.

Lange comenzó su educación secundaria en la escuela Vestheim en 1921, pero no logró graduarse examen artium. Posteriormente se trasladó a Kristiansand en 1923 y terminó su educación en la Escuela de la Catedral de Kristiansand en 1924. No estaba interesado en la política en su juventud, pasando su tiempo libre en la recreación al aire libre y los deportes. En Kristiania (Oslo), Lange había jugado al fútbol y al hockey para el club Mercantile SFK, y continuó jugando al fútbol para el FK Donn en Kristiansand. Se rompió la nariz varias veces durante el juego, dándole su característica nariz torcida. Lange celebró su primer discurso público (aunque breve), el discurso de Kristiansand russ, el 17 de mayo de 1924 en honor a Henrik Arnold Wergeland. A partir de entonces sirvió en la  Guardia Real para su servicio de reclutamiento.
Durante su tiempo en el ejército, Lange se interesó por la silvicultura después de leer el libro de 1923 Skogen og folket de Christian Gierløff. Se graduó como técnico forestal en la escuela forestal Oddernes en 1926. Tuvo parte de su práctica en Andebu, y luego de graduarse continuó trabajando allí para un agricultor local. Más tarde, un primo de su padre le dijo que podía conseguir trabajo en una escuela forestal en Argentina, y Lange partió hacia el país en 1927. Fue al puerto de Buenos Aires, se relacionó con noruegos de Kristiansand y viajó al norte. a Tartagal cerca de la frontera con Paraguay. Se comprometió con la empresa Saco y encabezó un equipo de trabajo de 15 hombres. Lange también había traído material de fútbol al país, y los lugareños lo conocieron como "Don André". Lange vivió en Argentina desde noviembre de 1927 hasta junio de 1929, cuando regresó a casa con el ataúd de su padre, ya que su padre había muerto de un infarto cuando visitaba a Lange en su oficina en Argentina.

## Carrera política

### Período de entreguerras
Lange comenzó su carrera política en la organización derechista Liga de la Patria de Noruega, que había sido fundada en 1925 por figuras prominentes como Christian Michelsen y Fridtjof Nansen. Lange recibió una carta del escritor Olaf Benneche, complementada con una carta de Nansen solicitándole que regresara a Noruega y se uniera al movimiento anticomunista, y fue invitado a la propiedad de Nansen, Polhøiden. Según el propio Lange, fue el comunismo lo que dio forma a sus puntos de vista. Había leído sobre el comunismo desde su juventud y llegó a la conclusión de que era un "veneno" que destruiría a los humanos, les quitaría las libertades y renunciaría a la independencia de las naciones. Lange también había notado los crudos conflictos políticos en Argentina durante su estadía en el país. Esta experiencia como emigrante le había llevado a desacreditar lo que consideraba la visión negativa del patriotismo de la izquierda (fedrelandskjærlighet). El crecimiento del movimiento obrero de izquierda provocó al mismo tiempo una polarización de la política noruega, y el objetivo declarado de la Liga de la Patria era unir a la derecha política contra los revolucionarios de izquierda. Lange se convirtió en secretario de la rama Agder de la Liga de la Patria en 1929, y se destacó en el primer año escribiendo artículos de opinión en periódicos y hablando en mítines públicos.

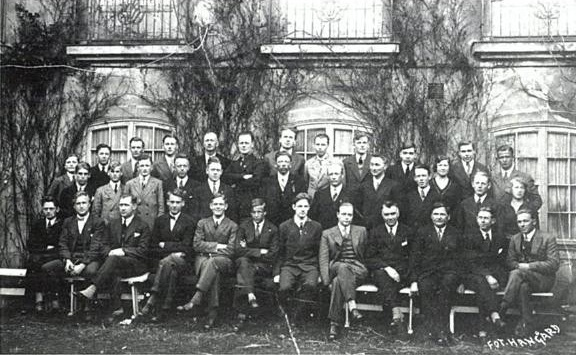
Representantes de la Liga de la Patria en 1932; Anders Lange se sienta como el número dos desde la izquierda en la primera fila.

A principios de 1933, cuando Vidkun Quisling era ministro de Defensa, Lange estaba programado para recibirlo en una manifestación pública que fue respaldada por el Partido Agrario (del cual Quisling era miembro en ese momento). El evento llevó a Lange a sentir un completo disgusto por él. Lange estaba listo para llevar a Quisling a la manifestación, y cuando conocieron a Lange notaron que Quisling parecía "tan distraído como un San Bernardo" y que su apretón de manos era "tan débil como una esponja". Según los informes, Quisling no dijo una sola palabra durante el viaje de cinco millas hasta el mitin, y su discurso fue un desastre debido a su incapacidad para hablar de manera audible (no usó un micrófono). En la subsecuente convención nacional de la Liga de la Patria en 1933, una facción trató de vincular la organización más cerca del partido entonces recién fundado de Quisling, pero Lange se opuso fuertemente a la propuesta y atacó a Quisling como "el peor ministro de Defensa que este país ha tenido". Quisling dejó la Liga de la Patria después de la convención. Aunque acusado por la izquierda de fascismo, Lange se distanció de la ideología y, en cambio, la consideró "viva" a través del socialismo y los sindicatos.
Las actividades posteriores de Lange consistieron principalmente en la celebración de mítines públicos, y su estilo provocativo a menudo lo llevó a altercados físicos con activistas de izquierda. Su truco más controvertido fue en 1935, cuando trató de "demostrar" la actitud del Partido Laborista hacia la sociedad existente. Inspirado por un truco anterior de la organización juvenil del Partido Laborista (AUF), Lange se paró de manera demostrativa sobre un voluntario empapado en sangre de cerdo, acostado sobre un camión y "amenazándolo" con un martillo. El show provocó enfrentamientos con los activistas de la AUF (Lange finalmente se rompió la mandíbula), y como el truco de Lange no había sido aprobado ni por la rama local de la Liga de la Patria ni por su liderazgo central, Lange fue trasladado a Oslo. Luego ocupó el cargo de líder nacional de la organización juvenil de la Liga de la Patria desde 1935 hasta 1936. Lange fue considerado un gran orador, y su retórica cambió entre ser en gran parte gentil o más vulgar. Durante un discurso de 1935, Lange advirtió contra el socialismo y el nazismo, a menudo alegando las "tendencias dictatoriales" que vio en el Partido Laborista. A su vez, criticó a Noruega por estar "madura para la dictadura", debido a que los noruegos "dejaron de pensar" y aceptaron sin crítica "juntas de supervisión, editoriales, propaganda y parlamentarios adormecidos". Lange viajó por la mayor parte del país para realizar discursos, incluido el  norte de Noruega.
Lange dejó la Liga de la Patria a finales de 1938 y se unió a Landsforeningen Norges Sjøforsvar ("Confederación Nacional para la Defensa Naval de Noruega") como su secretario general. El propósito de la organización era informar sobre la importancia del mar para Noruega y, por tanto, de la marina noruega. Lange continuó viajando por todo el país para proyectar películas y realizar discursos. Hizo campaña por el fortalecimiento de las Fuerzas Armadas de Noruega y advirtió cada vez más contra una posible guerra mundial y cómo Noruega podría verse involucrada en ella. Lange se sintió abatido porque las autoridades no lo tomaron en serio y los activistas de izquierda continuaron perturbando sus reuniones. Apareció en la última reunión de la organización el 6 o 7 de abril de 1940 con un Fusil Krag-Jørgensen, diciendo a la audiencia que "se prepararan para la guerra" y preguntando retóricamente cuándo armaría Noruega a sus fuerzas. Lange viajó al Parlamento noruego el 8 de abril de 1940 y le rogó al parlamentario del Partido Laborista Torvald Haavardstad que movilizara al ejército noruego. Haavardstad, a su vez, respondió que Lange debería abandonar "esta histérica charla de defensa".

### Segunda Guerra Mundial
El 9 de abril de 1940, Noruega fue invadida por la Alemania nazi. Parte del trasfondo de las predicciones de Lange sobre la guerra futura fueron las cartas que envió a varios jefes de Estado extranjeros, incluidos Winston Churchill y Adolf Hitler. Preguntó en una carta cuáles eran los planes de Hitler con su "Tercer Reich", y recibió respuesta de las autoridades alemanas de que "la Alemania nazi triunfará en todos los frentes". Lange tenía varios amigos judíos, y consideró que su situación estaba tan amenazada en 1939/40 que pensó que deberían escapar antes de una invasión alemana de Noruega. Logró reservar 100 asientos en la Norwegian America Line para que los judíos escaparan, pero ninguno de los asientos fue ocupado. Lange y varios de sus amigos de la Liga de la Patria estaban ansiosos por unirse a las fuerzas de resistencia de la Campaña Noruega, y partieron hacia Nordmarka en esquís el 10 de abril. Lange tenía consigo una ametralladora y mil balas, pero se vio obligado a entregar su arma cuando se encontraron con otros miembros de la resistencia. Se lo consideró "no confiable" debido a su tiempo en la Liga de la Patria, y lo dejaron esquiar de regreso a Oslo. Lange se sintió abatido y amargado como resultado de su trato, y se quedó pensando que el Partido Laborista, al que había criticado por no armar la defensa antes de la invasión, ahora también había tomado el control de Nordmarka.
Lange fue encarcelado en Møllergata 19 en septiembre de 1940 por meterse en una pelea en Theatercaféen con Eyvind Mehle, un socio de Vidkun Quisling. El incidente ocurrió el día después de que Mehle atacara al rey Haakon VII de Noruega en un discurso. Lange se negó a saludar a Mehle cuando pasó junto a su mesa, respondiendo que "No saludo a la mayor caca de Noruega de otra manera que esta", y luego le dio una bofetada en la cara. Lange a partir de eso agarró a Mehle y lo arrojó por una puerta dos veces. Lange se negó a disculparse con Mehle y fue capturado por la policía alemana al día siguiente. Lange fue encarcelado durante cuatro meses y fue puesto en libertad a principios de 1941. Su casa fue registrada varias veces por la Gestapo cuando estaba en prisión. En otras ocasiones, Lange y su familia también escondieron en su casa a noruegos que planeaban escapar a Suecia. Después de su liberación de la prisión, Lange ayudó a los miembros de la resistencia con el trabajo de información. Por lo tanto, fue investigado por la policía, ya que era "conocido por ser un opositor de NS". En 1942 fue capturado y encarcelado una vez más en Møllergata 19 después de que la policía alemana allanara su casa. Fue durante su tiempo en prisión cuando Lange comenzó a pensar seriamente en la política práctica. Según él mismo, no fue torturado ni abusado en prisión, pero para su satisfacción lo dejaron solo, para leer libros y pensar.

### Años de posguerra
Para las elecciones  parlamentarias de 1945, el  Partido Conservador, el Partido Agrario y el Partido Laborista le ofrecieron a Lange postularse para las elecciones, pero él rechazó las ofertas. En cambio, Lange comenzó a trabajar como secretario de Norsk Kennel Klubb, un club de dueños de perros noruegos. También fue contratado como columnista en Morgenbladet, escribiendo sobre la comunidad canina todos los lunes. Lange se mudó a Svartskog, Oppegård con su familia a finales de 1946, donde comenzó a trabajar para establecer una perrera. A partir de entonces renunció a su compromiso con Morgenbladet cuando comenzó su propio periódico en su lugar, Hundeavisen (literalmente, "papel de perro"). En ese momento, no había publicaciones independientes como esta para la comunidad canina, y Lange hizo todo lo posible para difundir noticias sobre su periódico. Él (ayudado por su familia) envió alrededor de 75,000 cartas a dueños de perros, instituciones y asociaciones de perros en todo el país, informándoles sobre el nuevo periódico. El primer número se publicó en junio de 1948. Sostuvo que la política debía ser "desterrada" del periódico, excepto por cuestiones directamente relacionadas con la comunidad canina; por tanto, criticó el impuesto sobre la tenencia de perros y la prohibición de los perros en las viviendas de Oslo.
Aunque Lange había prometido dejar la política después de la guerra, trató de reiniciar la Confederación Nacional para la Defensa Naval de Noruega a fines de 1947. Pensó que el gobierno del Partido Laborista había vuelto a la negligencia de la defensa noruega antes de la guerra, y que fue una "táctica" de los "comunistas" para permitir que la Unión Soviética se fortaleciera. Sin embargo, su intento de volver a iniciar la organización no se materializó. En lugar de esto, uno de los principales problemas de Lange hasta principios de la década de 1950 fue hacer campaña por los derechos de los animales. Esto, a su vez, lo llevó de nuevo a sus problemas anteriores de criticar la burocracia, el capitalismo de estado y el socialismo. Organizó una reunión pública en Youngstorget por primera vez en 1950, y posteriormente fue patrocinado por un grupo anónimo para realizar cien discursos políticos en todo el país. Una vez reunió a una multitud de 19.000 personas en Youngstorget, que empezaron a corear "Anders Lange, Noruega te necesita, Noruega te necesita". El mismo Lange se sorprendió bastante por el evento, ya que pensó que recordaba cultos a la personalidad de antes de la guerra. Dejó de viajar en 1953 debido a problemas económicos. También dejó de publicar el periódico Hundeavisen en septiembre de 1953, ya que uno de sus asociados había malversado 70.000 kr de los fondos del periódico. Aunque Lange recuperó la mayor parte del dinero, el artículo no se publicó durante siete años.
Lange tenía grandes dotes de oratoria y le gustaba considerarse un "demagogo" en el sentido griego antiguo de la palabra. Lange planeó una campaña masiva con discursos públicos después de las elecciones parlamentarias de 1953, pero no pudo recaudar los fondos necesarios. Detuvo en gran medida sus actividades políticas hasta 1959, cuando nuevamente planeó discursos en Youngstorget. Lange fue alentado a menudo a fundar un partido político durante la década de 1950, pero entonces no apoyó la idea. Aunque Lange mantuvo contactos con todo tipo de personas, fueron sus contactos con empresarios y armadores los que le proporcionaron fondos para mantener sus actividades políticas. Durante la década de 1960, Lange fue un conferenciante inmensamente popular en las escuelas secundarias. Consiguió un número considerable de seguidores entre los jóvenes, y sus seguidores fueron llamados popularmente hundeguttene, los "niños perros". A menudo eran del ala derecha de los Jóvenes Conservadores y se unieron a Lange para contramanifestaciones contra las reuniones del Partido Popular Socialista, manifestaciones del  Primero de Mayo y protestas contra la guerra de Vietnam.
En febrero de 1960 se publicó el primer número de Hundeavisen después de siete años. El artículo, que originalmente trataba sobre perros y animales, pronto dio un giro radical. El nombre del periódico se cambió a Anders Langes Avis (Periódico de Anders Lange) en 1962, y gradualmente se volvió cada vez más político. En sus últimos años se había convertido en un periódico exclusivamente político.  En 1961 Lange fundó el "Partido de la Independencia", pero no lo registró públicamente. Algunas de las cuestiones para el "partido" eran abolir los impuestos directos, vender empresas estatales, recortes drásticos en los gastos públicos, delegar tareas de los municipios al estado, abandonar el sistema de bienestar y cubrirlo con el presupuesto estatal, y revocar el derecho de los empleados públicos a votar y postularse para el parlamento. El partido realizó una contramanifestación contra una manifestación contra la Invasión de bahía de Cochinos en Oslo en noviembre de 1962, y repartieron volantes en apoyo del presidente de Estados Unidos, John F. Kennedy. El partido cambió de nombre varias veces, al "Movimiento de la Independencia" en 1963, al "Partido de la Libertad" en 1965, y unos meses después a "Movimiento de la Libertad de Anders Lange".

### Partido de Anders Lange
A fines de 1972, Lange sintió un apoyo creciente a sus puntos de vista y nuevamente se le pidió que iniciara un nuevo partido político. No obstante, se preguntó si se había vuelto demasiado viejo e inicialmente rechazó la idea. Hacia 1973, sin embargo, sintió cada vez más un resurgimiento de la época de la Liga de la Patria, y se inspiró lo suficiente para comenzar a discutir seriamente la creación de un nuevo partido.  El 8 de abril de 1973, Lange celebró una reunión pública en el cine Saga kino, que finalmente se convirtió en la reunión fundacional de un nuevo partido. La política noruega estaba en crisis en ese momento, con los votantes descontentos seis meses después del referéndum de miembros de la CE noruega y, en general, descontentos con el centro-derecha dominante como una alternativa viable al Partido Laborista.  Lange dio un discurso de dos horas en Saga kino, que resultó en el establecimiento del Partido de Anders Lange para una fuerte reducción de impuestos, privilegios e intervención pública; generalmente abreviado como Partido de Anders Lange (ALP).  Los temas promovidos antes de la reunión se referían a impuestos, regulaciones, políticas de alcohol, propiedad privada, reducción de la ayuda exterior y liderazgo político.
A partir de entonces, Lange nuevamente comenzó a hacer giras y hablar en mítines públicos; no utilizó un manuscrito para sus discursos. El 5 de mayo, una multitud de 5.000 personas se presentó en Youngstorget para escuchar a Lange y su homólogo danés Mogens Glistrup.  En su primera aparición en un debate político televisivo, Lange apareció con una botella de licor de huevo y una espada vikinga que había recibido de Geirr Tveitt, y su aparición en el debate se convirtió en un éxito.  Lange no era un gran bebedor, pero usaba licor de huevo durante los discursos para aclararse la garganta. Sin embargo, su uso de la bebida hizo que las ventas de Advocaat se dispararan. Lange finalmente ingresó al Parlamento noruego después de las elecciones parlamentarias de 1973, junto con otros tres representantes de su partido. Lange estableció un récord de discursos durante su primer año en el parlamento, hablando más que cualquier otro representante. Fue elegido miembro del Comité de Consumo y Administración, al que destituyó por ser una entidad redundante. Durante su tiempo en el parlamento, se mantuvo en buenos términos con políticos de todos los partidos. Lange dijo que solo sentía hostilidad por parte de Kåre Willoch, líder del Partido Conservador, cuya presencia consideraba "llenar la sala de odio"; Willoch había expresado poco respeto por Lange antes de las elecciones de 1973, y lo calificó de "loco" y agitador sin visiones.
Lange originalmente tenía la intención de crear un movimiento popular en lugar de un partido político.  y estalló un conflicto interno sobre la naturaleza del partido. Lange favoreció la superioridad del grupo parlamentario en lugar de la organización del partido.  El ala dirigida por Carl I. Hagen y Kristoffer Almås quería una estructura de partido más eficaz, e incluso deseaba colocar a Lange como líder y cambiar el nombre del partido. Después de aumentar la presión, durante la primera convención nacional regular del partido en Hjelmeland en enero de 1974, Lange y su adjunto Erik Gjems-Onstad se vieron obligados a dar concesiones que le dieron a ALP las líneas generales de un partido regular. Lange, sin embargo, continuó expresando su oposición al nuevo desarrollo, mientras que Hagen y Almås mantuvieron sus puntos de vista sobre el liderazgo y las cuestiones de nombres. Después de indicar inicialmente que le concedería a Hagen su deseo de ser contratado como secretario del partido, Lange declaró más tarde en Dagbladet que Hagen solo sería contratado "sobre mi cadáver".  El conflicto llevó a Hagen y Almås a dejar ALP en julio, y Almås pasó a formar el Partido Reformista con Hagen como miembro pasivo. El conflicto no se resolvió hasta octubre de 1974, cuando Anders Lange murió de insuficiencia cardíaca tras un infarto. Como Hagen había sido elegido diputado parlamentario de Lange en 1973, ocupó el lugar de Lange como miembro del parlamento.
Hagen más tarde se convirtió en líder del partido y lo renombro como Partido del Progreso. A medida que el partido había crecido hasta convertirse en el segundo más grande de Noruega, en 2005 Hagen y la futura líder Siv Jensen colocaron y dieron a conocer en la gran sala de conferencias del parlamento noruego una pintura al óleo que retrata a Lange.
Lange apoyó las políticas económicas de Milton Friedman. Cuando se le preguntó en 1973 sobre quien era su "héroe favorito", Lange respondió Ayn Rand.  Cuando se le preguntó en 1973 sobre quién era su "héroe favorito", Lange respondió Ayn Rand.  También dijo que su lema era "párate sobre tus propios pies y no sobre los de los demás". Lange votó a favor de la Comunidad Económica Europea (principalmente por razones militares), pero estaba satisfecho de que Noruega no se uniera a ella después del referéndum de 1972. Esto fue cuando expresó su preocupación de que la CEE probablemente se convertiría en una burocracia masiva, y que Francia, en su mente, probablemente la usaría mal debido a la "necesidad de dominar" francesa.
Guttorm Hansen, quien fue presidente del Parlamento de Noruega cuando Lange era miembro del Parlamento, dijo una vez que creía que el objetivo aparente de Lange era "convertir al Parlamento en un circo político con él mismo como el payaso principal". Lange dijo muchas cosas inesperadas en el Parlamento. Una vez se jactó de su propia potencia, y otra vez habló sobre la cantidad de alcohol ilegal que había consumido en su vida y lo terrible que era. También fue censurado por el uso de lenguaje no parlamentario.
Anders Lange escribió en 1963: "Todos los que afirman el gobierno de la mayoría negra en Sudáfrica son traidores de la raza blanca". Significa que Lange era racista: (Lange): Sin derecho al voto para los negros; Detengan los matrimonios mixtos, no hay ayuda humanitaria para los negros.

## Relaciones africanas
A partir de 1962, Lange comenzó a promover a Sudáfrica y Rhodesia en su periódico. Una de sus principales motivaciones eran los temores de que los países se volvieran comunistas, y criticó lo que consideraba una presentación unilateral y sesgada de las condiciones en los países. También tenía varios amigos noruegos en Sudáfrica que comerciaban y hacían negocios en el país, y que también consideraban que la información sobre el país en Noruega era ingenua y unilateral. Lange dijo que recibió su información sobre los países de numerosas revistas noruegas, estadounidenses y africanas.
Lange fue visitado en varias ocasiones por sudafricanos en Noruega, tanto amigos de ascendencia noruega como personas con posiciones centrales en el país, incluido el general Charles Edward More.  Lange y su esposa Karin visitaron el país a principios de 1972 durante tres semanas, y el viaje fue organizado por el viejo amigo de la familia, el mayor John M. Gray. Su vuelo fue recibido por representantes del gobierno en un aeropuerto a 50 kilómetros de Pretoria, y se reunió con figuras destacadas como la jefa del Departamento de Información Eschel Rhoodie. También conoció al líder del Partido Progresista, un partido elogiado por Lange por ser el partido capitalista más puro del mundo. También quedó impresionado con lo que vio en el país, incluidos los jefes  bantúes que conoció. Lange también abogó por que Noruega reconociera la Rhodesia de Ian Smith, un estado no reconocido internacionalmente. Le escribió a Smith que Anders Langes Avis era el único periódico de Noruega que apoyaba constantemente a su régimen y enviaba números de su periódico al Departamento de Servicios Externos de Rhodesia. En respuesta, su periódico recibió saludos y agradecimientos de Smith y de los funcionarios del gobierno de Rhodesia.

En marzo de 1979, como parte del Escándalo de Muldergate, el periódico británico The Guardian escribió que Lange y ALP habían recibido 180.000 NOK de un fondo secreto sudafricano. En diciembre de 1981, Gordon Winther afirmó que ALP y Lange habían recibido alrededor de 400.000 NOK desde 1972. Sin embargo, personas cercanas a Lange rechazaron que hubiera recibido dinero del gobierno sudafricano.  Sin embargo, en una carta de 1967, Lange señala que estaría encantado si obtuviera fondos de Sudáfrica (que en cualquier caso no había recibido en ese momento), mientras que otra persona anónima que había estado cerca de Lange afirmó que sí. de hecho recibir dinero, incluso hasta el punto de que lo salvó de la ruina financiera. Sin embargo, en una carta de 1967, Lange señala que estaría encantado si obtuviera fondos de Sudáfrica (que en cualquier caso no había recibido en ese momento), mientras que otra persona anónima que había estado cerca de Lange afirmó que sí. de hecho recibió dinero, incluso hasta el punto de que lo salvó de la ruina financiera.

## Vida personal
Lange se casó con Anne-Marie Bach-Evensen (1906-1967) en 1930. Habían intercambiado cartas cuando Lange estaba en Argentina y se convirtieron en pareja poco después de su regreso a Kristiansand, donde ella vivía. Tuvieron tres hijos. Anne-Marie contrajo diabetes justo antes de la invasión alemana y se puso muy enferma. Esto dejó a Lange con más responsabilidades de hacerse cargo de su casa y sus hijos. Aunque la familia estaba mal durante la guerra, invitaron regularmente a personas sin hogar a su casa para tomar una sopa de avena. Lange y su familia se mudaron a una granja en Tomter,  Østfold, donde alquilaron una casa desde octubre de 1941 hasta 1946.  Durante la guerra, Lange fue contratado como administrador forestal para la familia Løvenskiold y trabajó en su finca durante dos años.
Frederik Macody Lund, que había muerto en 1943, había considerado durante mucho tiempo a Lange como su "hijo adoptivo", ya que él mismo no tenía hijos. Como su primera esposa Augusta murió en 1946, Lange heredó Svartskog en Oppegård, una propiedad forestal de 80 decares. Allí, estableció una perrera a la que llamó Macody Lunds Minde-Vildmark, en honor a su difunto patrón. En 1949, Lange, sin embargo, comenzó a ver a la niñera de 21 años de sus vecinos. Solicitó el divorcio de su esposa Anne-Marie a fines de 1950, y el divorcio finalizó el 18 de febrero de 1952. Lange se mudó de Svartskog, dejándolo a Anne-Marie, y planeó casarse con su nueva novia. Se comprometieron en 1951, pero la relación se rompió rápidamente. Posteriormente, Lange conoció a Karin Thurmann-Moe (1927-1978), y se casaron el 17 de junio de 1952, solo dos meses después de conocerse por primera vez.  Ellos tuvieron un hijo.  A finales de 1952, Lange compró una granja de 22 decares con una perrera,  Trollstein en Heggedal, Asker. Recibió apoyo financiero para comprar la propiedad de un círculo alrededor de la organización libertaria Libertas. Además de perros, tenían gansos, gallinas, vacas y cerdos en Trollstein, y cultivaban patatas y verduras para su propio uso.
En enero de 1972, Lange buscó sin éxito el nombramiento como gerente de transmisión de la Norsk Rikskringkasting.
Anders Lange murió de insuficiencia cardíaca en el hospital de Bærum el 18 de octubre de 1974, tras un ataque cardíaco en la estación de Asker el 10 de octubre.

## Escritos
Lange fue autor y editor de algunas publicaciones:
- Editor of Hundeavisen (1948–53 and 1960–61)
- Editor of Anders Langes Avis (1962–74)